# Elvin Ramírez
Elvin Ramírez (San Cristóbal, 10 ottobre 1987) è un giocatore di baseball dominicano.

## Minor League
Ramirez firmò come free agent amatoriale nel 2004 con i New York Mets. Nel 2006 anno iniziò nella Dominican Summer League rookie con i DSL Mets, chiuse con nessuna vittoria e una sconfitta, 2.63 di media PGL (ERA) in 11 partite. Nel 2007 passò nella Appalachian League rookie con i Kingsport Mets, chiuse con una vittoria e 4 sconfitte, 5.52 di ERA in 12 partite.
Nel 2008 passò nella South Atlantic League singolo A con i Savannah Sand Gnats, finì con 6 vittorie e 7 sconfitte, 3.67 di ERA in 18 partite. Nel 2009 con i Sand Gnats, chiuse con 3 vittorie e 7 sconfitte, 4.09 di ERA in 15 partite.
Nel 2010 passò nella Florida State League singolo A avanzato con i St. Lucie Mets, chiuse con 4 vittorie e 3 sconfitte, 4.17 di ERA e nessuna salvezza su 3 opportunità in 49 partite. Successivamente passò nella Eastern League doppio A con i Binghamton Mets, chiuse con una sconfitta e nessuna vittoria, 4.05 di ERA in 3 partite. Nel 2012 con i Binghamton Mets giocò 8 partite chiudendo con nessuna vittoria e una sconfitte, 1.38 di ERA e una salvezza su 2 opportunità. Successivamente passò nella International League triplo A con i Buffalo Bisons, chiuse con 3 vittorie e una sconfitta, 2.36 di ERA e una salvezza su 2 opportunità in 33 partite.

## Major League

### New York Mets (2012)
Firmò nel 2012 un contratto annuale con i Mets per 480.000 dollari. Debuttò nella Major League Baseball (MLB) il 3 giugno 2012 contro i St. Louis Cardinals. Chiuse la stagione con una sconfitta e nessuna vittoria 5.48 di ERA in 20 partite.
Prese parte allo spring training del 2013 con i Mets.